# Paraganglioma
El paraganglioma és una neoplàsia endocrina rara que es pot desenvolupar en diferents localitzacions de l'organisme (cap, coll, tòrax, abdomen).

## Clínica
Depèn de la seva localització.

### Paraganglioma jugulo-timpànic
El paraganglioma o quemodectoma jugulo-timpànic és el tumor més freqüent de l'orella mitjana. És més freqüent en les dones i en un 10% dels casos té presentació familiar (herència autosòmica dominant). És un tumor benigne però té capacitat d'erosionar estructures veïnes.
El seu principal risc quirúrgic és el sagnat, ja que es tracta d'un tumor molt vascularitzat.

#### Localització timpànica
Cursa amb un tinnitus unilateral, pulsatiu i sincrònic amb el pols, que disminueix al comprimir l'artèria caròtida (signe de Brown).

#### Localització jugular
Poden mostrar:
- Síndrome de Vernet (afectació dels parells cranials IX, X, XI)
- Síndrome de Collet-Sicard (afectació dels parells cranials IX, X, XI, XII)

## Diagnòstic
- Ressonància magnètica
- Arteriografia

## Tractament
Embolització i cirurgia.